# Doma de leones

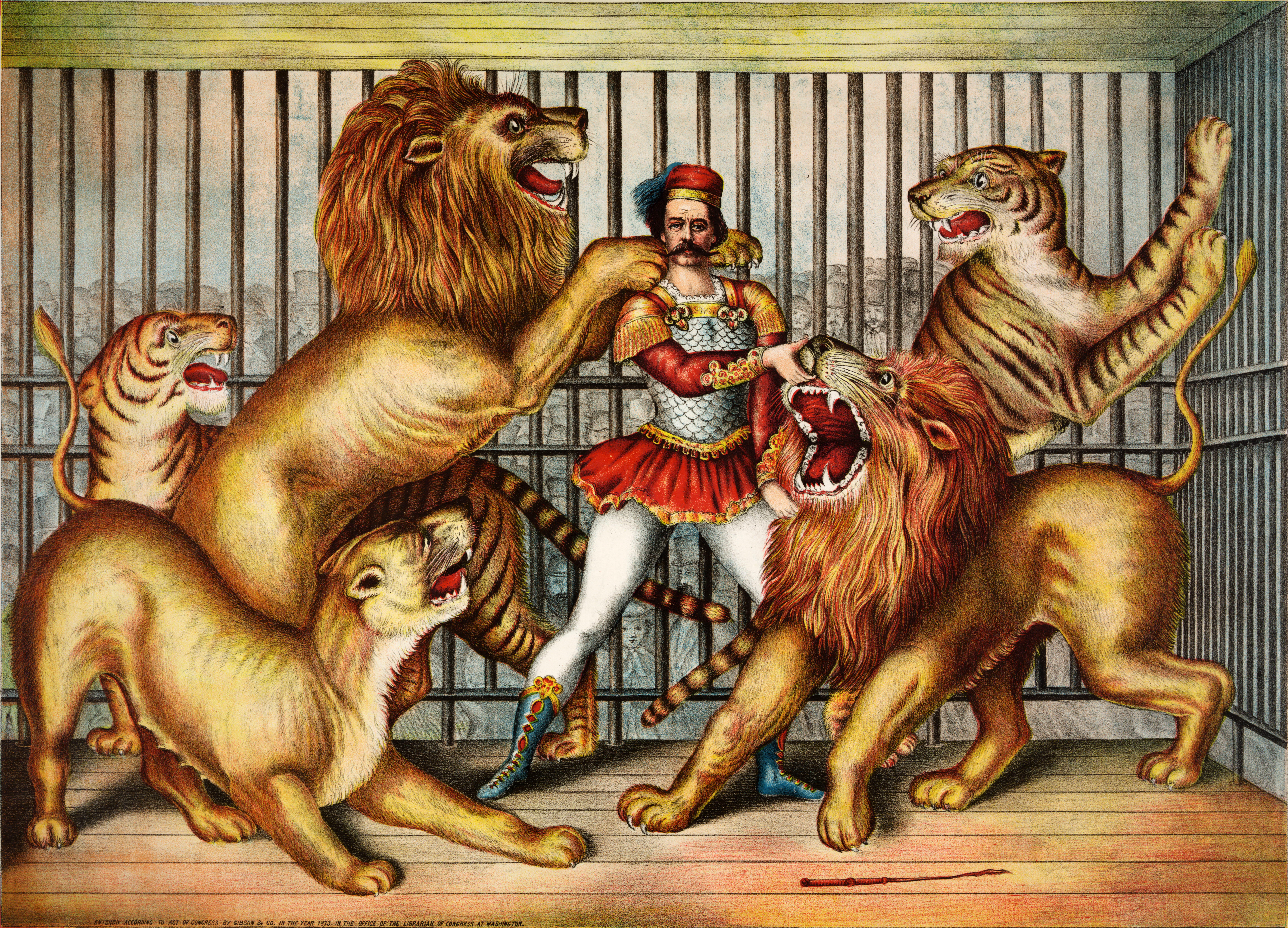
Litografía del de un domador de leones.

La doma de leones es una práctica realizada, bien para la protección, para lo que probablemente se creó la práctica, o, más comúnmente, para el entretenimiento, particularmente en los circos. Igualmente, se han domado fieras como tigres, leopardos, jaguares, guepardos y pumas. La doma de leones se usa como una ocupación estereotípicamente peligrosa debido a los riesgos obvios de tratar de domesticar poderosos e instintivos carnívoros.
La doma de leones también se realiza en zoológicos para permitir una alimentación menos peligrosa de las fieras y obtener un mayor beneficio económico con actividades como el permitir al público acariciar a los cachorros de león.
En los últimos años, la doma de animales salvajes para espectáculos ha conllevado acusaciones de crueldad.